# Suối Tiên (Đà Nẵng)
Suối Tiên là một con suối lớn bắt nguồn từ đỉnh núi Sơn Trà, quận Sơn Trà, Đà Nẵng. Đây là một trong những điểm khám phá, tham quan hấp dẫn tại Đà Nẵng. Suối Tiên chỉ cách trung tâm thành phố khoảng 5 km  nhưng phong cảnh hoang sơ. Suối chảy dọc theo sườn núi, tạo những cảnh thác nhỏ và những ao nước nhỏ xinh đẹp. Suối Tiên cũng là nguồn cấp nước sinh hoạt chính cho cư dân quận Sơn Trà.